# جنگل‌های مرطوب حاره‌ای مارکیز
جنگل‌های مرطوب حاره‌ای مارکیز (انگلیسی: Marquesas tropical moist forests) بوم‌ناحیه‌ای از نوع جنگل‌های پهن‌برگ مرطوب حاره‌ای و جنب‌حاره‌ای در جزایر مارکیز در پلی‌نزی فرانسه است.

## جغرافیا
جزایر مارکیز شامل ۱۲ جزیره اصلی با منشأ آتشفشانی است. این جزایر از شمال غربی به جنوب شرقی بین ۸ تا ۱۱ درجه جنوبی و طول جغرافیایی ۱۳۹ درجه و ۱۴۱ درجه غربی گسترش یافته‌اند. این جزایر بخشی از پلی‌نزی فرانسه هستند و در شمال جزایر توآموتو، جنوب هاوایی و در حدود ۵٬۵۰۰ کیلومتر (۳٬۴۰۰ مایل) غرب آمریکای جنوبی قرار دارند.

## اقلیم
این جزایر اقلیم حاره‌ای دارند. میانگین بارندگی سالانه بسته به ارتفاع و جهت متفاوت است، مقدار بارش از ۵۰۰ میلی‌متر در دشت‌های بادپناه تا ۴۰۰۰ میلی‌متر یا بیشتر در دامنه‌های بادگیر بالای ۱۰۰۰ متر در پنج جزیره مرتفع می‌رسد. بادهای تجارتی در بیشتر ایام سال از سمت جنوب شرقی می‌وزند، و دامنه‌های شرقی رو به سمت باد نسبت به دامنه‌های غربی بادپناه، مرطوب‌تر هستند. دامنه‌های کوه‌های رو به شرق خنک‌تر هستند و میانگین دمای آن بین ۱۵ تا ۲۵ درجه سانتی‌گراد است، در حالی که گرم‌ترین میانگین دما (۲۵ تا ۲۹ درجه سانتیگراد) در مناطق پست غربی خشک است.